# Bahamaisch-haitianische Beziehungen
Die Bahamaisch-haitianischen Beziehungen beschreiben das bilaterale Verhältnis zwischen der früheren britischen Kolonie Commonwealth der Bahamas (amtlich englisch: Commonwealth of The Bahamas) einerseits und der Republik Haiti andererseits.
Beide Länder sind Mitglieder der Vereinten Nationen, der Organisation Amerikanischer Staaten und der Karibischen Gemeinschaft (CARICOM).

## Geschichte
Angesichts der geografischen Nähe der beiden Länder bestand schon in kolonialer Zeit ständiger nachbarschaftlicher Austausch. Von der nördlichen haitianischen Insel Île de la Tortue sind es weniger als einhundert Kilometer bis zu der südlichen bahamaischen Inselgruppe Inagua.
Nach Erlangung der Unabhängigkeit konnten sich die Bahamas der nachhaltigen wirtschaftlichen Unterstützung durch das Vereinigte Königreich erfreuen, in deren Rahmen insbesondere der Tourismussektor zusammen mit der Infrastruktur ausgebaut wurde und die öffentliche Ordnung nie in Frage gestellt war. Im Gegensatz dazu wurde Haiti von der früheren Kolonialmacht Frankreich mit Reparationsforderungen überzogen und entwickelte kaum eine gesellschaftlich oder politische Stabilität, die zu Prosperität hätte führen können. Die Bahamas sind Haiti wirtschaftlich weit überlegen.
Nicht nur die Tatsache, dass die Bahamas aus Sicht Haitis geografisch auf dem Weg in die Vereinigten Staaten liegen, sondern das starke wirtschaftliche Gefälle zwischen beiden Ländern sorgte für eine ständige Migrationsbewegung von Haitianern auf See in den Norden. Im Jahr 2009 sagten Schätzungen, dass sich in dem seinerzeit 350.000 Einwohner zählenden Land 80.000 illegale haitianische Zuwanderer aufhielten. Bei dem Versuch, über See auf die Bahamas oder in die Vereinigten Staaten zu gelangen, kam es häufig zu Unglücksfällen mit Todesopfern.
Am Rande eines Treffens der CARICOM auf Ebene der Staats- und Regierungschefs in Port-au-Prince trafen sich am 25. Februar 2018 der haitianische Präsident Jovenel Moïse und der bahamaische Premierminister Hubert Minnis zu Gesprächen.
Nach der Ermordung von Präsident Moïse kondolierte Premierminister Minnis in Form einer öffentlichen Erklärung, verurteilte die Tat und sicherte Haiti die Unterstützung seines Landes bei den sich ausweitenden inneren Unruhen zu. Es kam daraufhin zu gewalttätigen Demonstrationen vor der Botschaft der Bahamas in Pétionville, die daraufhin zeitweise geschlossen wurde.
Nach dem von den Vereinten Nationen unterstützten Beschluss des Jahres 2023, eine multinationale Unterstützungsmission für die Sicherheit in Haiti unter Führung Kenias aufzustellen, sagten die Bahamas die Entsendung eines Kontingents von 150 Personen als Beteiligung zu.

## Bilaterale Abkommen
Im Jahr 2014 besuchte der bahamaische Landwirtschaftsminister V. Alfred Gray Haiti, um die Handelsbeziehungen mit der Unterzeichnung einer Vereinbarung über die Förderung der Vermarktung haitianischer Agrarerzeugnisse in den Bahamas durch Festlegung von Standards und Qualitätskontrollen auszuweiten.
Ein bilaterales Rahmenabkommen zur Kooperation folgte im Jahr 2016. Vereinbart wurde wirtschaftliche Zusammenarbeit und der gegenseitige Schutz von Investitionen. Im Bereich der Migration wurde die Rückführung aller illegal im anderen Land befindlichen Staatsangehörigen vereinbart. Ergänzt wurden diese Übereinkommen durch die Einigung auf engere Zusammenarbeit im Bereich des Kampfes gegen Kriminalität.

## Diplomatische Beziehungen
Die im Jahr 1804 unabhängig gewordene Republik Haiti und das 1973 vom Vereinigten Königreich in die Unabhängigkeit entlassene Commonwealth der Bahamas notifizierten den Vereinten Nationen am 26. August 1977 die Aufnahme diplomatischer Beziehungen.
Die haitianische Botschaft in der bahamaischen Hauptstadt Nassau ist im Sears House untergebracht und eine von nur sechs bilateralen diplomatischen Vertretungen am Ort.
Die bahamaische Botschaft in Haiti liegt am Place Boyer in Pétionville.